# ژنرال استیونسون
ژنرال استیونسون (انگلیسی: General Stevenson؛ 1875 – ۱۹۶۱ (۸۵−۸۶ سال)) بازیکن فوتبال سابق انگلستان که در پست دفاع راست در باشگاه فوتبال لیورپول و باشگاه فوتبال میلوال بازی می‌کرد.
از باشگاه‌هایی که در آن بازی کرده‌است می‌توان به باشگاه فوتبال پادیام، باشگاه فوتبال بارنزلی، باشگاه فوتبال ولینگ‌بورو تاون و باشگاه فوتبال آکرینگتون استنلی اشاره کرد.